# Елизавета Австрийская (1285—1352)
Елизавета Австрийская (около 1285 или 1293, Вена — 19 мая 1352, Нанси) — принцесса из рода Габсбургов, дочь короля Германии Альбрехта I и Елизаветы Каринтийской. В замужестве герцогиня Лотарингии; регент при малолетнем сыне в 1329—1331 годах.

## Биография
в юном возрасте Елизавета была обручена с одним из сыновей короля Филиппа IV ради более тесных контактов с Францией. 25 мая 1300 года старший брат Елизаветы Рудольф I женился на Бланке Французской, дочери Филиппа III. После этого брака помолвка Елизаветы с одним из сыновей Филиппа была прекращена.
Елизавета была замужем за Ферри IV, герцогом Лотарингии. Контракт был подписан 6 августа 1306 года, а поженились они в 1307 году. В браке она стала герцогиней Лотарингии, и Ферри поддерживал брата Елизаветы, Фридриха Красивого в борьбе за престол Священной Римской империи. Муж Елизаветы был захвачен в битве при Мюльдорфе, где он сражался за брата жены; он был освобождён королём Франции.
Елизавета пережила Ферри. Ферри наследовал их маленький сын Рауль, а Елизавета стала при нём регентом. Её регентство продолжалось с 1329 по 1331 год. Рауль женился на Элеоноре де Бар в возрасте всего десяти лет и сделал своим регентом свёкра Эдуарда I де Бара вместо матери.
Елизавета умерла 19 мая 1353 года в Нанси, столице герцогства Лотарингии. Она была похоронена на монастырском кладбище монастыря Кёнигсфельдена в графстве Тироль.

## Дети
У Елизаветы было шестеро детей:
- Рауль, герцог Лотарингии (1320—1346), наследовал отцу[5]
- Фридрих, граф Люневиля
- Маргарита (ум. 1376)

∞ Жан де Шалон, лорд Оберива (ум. 1350)
∞ Конрад, граф Фрайбурга
∞ Ульрих, лорд Раппольштейна (ум. 1377)
- Агнесса, умерла в детстве
- Теобальд, умер в детстве
- Альбрехт, умер в детстве